# ماتیوس پرونک
ماتیوس پرونک (هلندی: Mattheus Pronk؛ ۲۷ مارس ۱۹۴۷ – ۲۵ مارس ۲۰۰۱) دوچرخه‌سوار اهل هلند بود.
وی در مسابقات کشوری و بین‌المللی در مجموع برندهٔ ۲ مدال طلا، ۴ مدال نقره شده‌است.